# Gospodar Darkvuda
Gospodar Darkvuda je 56. epizoda Zagora objavljena u Lunov magnus stripu #100 u izdanju Dnevnika iz Novog Sada. Na kioscima u bivšoj Jugoslaviji se premijerno pojavila 1974. godine. Koštala je 5 dinara. Imala je 96 strana. Ovo je drugi nastavak duže epizode koje se nastavila u #99 pod nazivom Zagor priča.

## Originalna epizoda
Ova epizoda objavljena je premijerno u Italiji u svesci pod nazivom Il re di Darkwood u #56 regularne edicije Zagora u izdanju Bonelija 1.2.1970. Epizodu je nacrtao Galijeno Feri, a scenario napisao Gvido Nolita. Naslovnicu je nacrtao Galijeno Feri. Koštala je 200 lira.

## Ostale epizode o Zagorovoj prošlosti
Pre pojavljiivanja šest remake epizoda, izašle su još neke epizode u kojima se obrađuje Zagorovo detinjstvo. To su Legenda o Skitnici Fitzyju, Pravda Skitnice Ficija, Darkwood godine nulte i Priča o Betty Wilding.

## Duh sa sekirom (remake)
Veseli četvrtak je u 2.12.2021. objavio kolekcionarsko izdanje šest kraćih epizoda pod nazivom Duh sa sekirom. U ovim epizodama urađen je remake epizoda Zagor priča i Gospodar Darkvuda. U ove dve epizode uočeno je dosta nelogičnosti i praznina koje su u ovom izdanju popravljene i popunjene. Zagorovo detinjstvo je prikazano sa većim brojem detalja, koji nisu bili poznati u originalnom izdanju iz 1970. godine. Svaku epizodu nacrtao je drugi crtač, a scenario je napisao Moreno Buratini. Epizode su u Italiji originalno objavljene 2019. godine u ediciji Le origini.

## Reprize u Srbiji i Hrvatskoj
Ova epizoda doživela je više repriza u Srbiji i Hrvatskoj. U Srbiji je reprizirana u ediciji Biblioteka Zagor #18 u izdanju Veselog četvrtka 20.8.2012. godine. Drugi put je reprizirana u novoj Zlatnoj seriji #50, koja je izašla 5. oktobra 2023. god.

## Prethodna i naredna epizoda Zagora u LMS
Prethodna epizoda Zagora nosila je naziv Zagor priča (#99), a naredna Izazov kitolovcima (#115).